# Mladý Smolivec
Mladý Smolivec è un comune della Repubblica Ceca facente parte del distretto di Plzeň-jih, nella regione di Plzeň.